# Comté de Warren (Missouri)
Pour les articles homonymes, voir Comté de Warren.
Le comté de Warren (en anglais : Warren County) est l'un des 114 comtés de l'État du Missouri, aux États-Unis. Son siège de comté est Warrenton. Au recensement des États-Unis de 2010, la population du comté s'élève à 32 513 habitants.

## Histoire
Fondé en 1833, le comté est nommé d'après Joseph Warren, l'un des Pères fondateurs des États-Unis, tué au combat à la bataille de Bunker Hill (1775).

## Géographie
Le comté de Warren est situé dans l'est du Missouri.

### Comtés voisins
- Comté de Montgomery (à l'ouest)
- Comté de Lincoln (au nord)
- Comté de Saint Charles (à l'est)
- Comté de Franklin (au sud)
- Comté de Gasconade (au sud)

### Transports
- Interstate 70
- U.S. Route 40
- Missouri Route 47
- Missouri Route 94